# Саут-Пасадина (Калифорния)
Саут-Пасадина (англ. South Pasadena) — город в округе Лос-Анджелес, Калифорния, США. По данным переписи 2020 года численность населения составляла 26 943 человека. Пригород Лос-Анджелеса.
Саут-Пасадина была инкорпорирована как город в 1888 году.

## Географическое положение
Город расположен на юго-западе штата Калифорния к югу от города Пасадина. Площадь — 8,85 км².

## Население
| Год переписи | Нас.  |  | %±     |
| ------------ | ----- |  | ------ |
| 1890         | 623   |  | —      |
| 1900         | 1001  |  | 60,7%  |
| 1910         | 4649  |  | 364,4% |
| 1920         | 7652  |  | 64,6%  |
| 1930         | 13730 |  | 79,4%  |
| 1940         | 14356 |  | 4,6%   |
| 1950         | 16935 |  | 18%    |
| 1960         | 19706 |  | 16,4%  |
| 1970         | 22979 |  | 16,6%  |
| 1980         | 22681 |  | −1,3%  |
| 1990         | 23936 |  | 5,5%   |
| 2000         | 24292 |  | 1,5%   |
| 2010         | 25619 |  | 5,5%   |
| 2020         | 26943 |  | 5,2%   |

В 2020 году в городе проживало 26 943 человек, насчитывалось 10 345 домашних хозяйств. Население Саут-Пасадины по возрастному диапазону распределилось следующим образом: 23,3 % — жители младше 18 лет, 63,9 % — от 18 до 65 лет и 12,8 % — в возрасте 65 лет и старше. Расовый состав: белые — 39,6 %, афроамериканцы — 2,5 %, азиаты — 34,4 %, коренные американцы — 0,7 % и представители двух и более рас — 15,7 %. 20,7 % населения города — латиноамериканцы. Высшее образование имели 70,9 %.
В 2020 году медианный доход на домашнее хозяйство оценивался в 115 088 $, на семью — 155 326. 6,1 % от всей численности населения находилось на момент переписи за чертой бедности. 57,3 % работали в частных компаниях, 5,3 % — самозанятые, 11,6 % были сотрудниками частных некоммерческих организаций, 17,1 % были государственными служащими, 8,6 % были самозанятыми в собственном незарегистрированном бизнесе или домашнем хозяйстве.